# ذاکرکندی
ذاکرکندی یکی از روستاهای استان آذربایجان شرقی است که در دهستان چاراویماق جنوب شرقی بخش شادیان شهرستان چاراویماق واقع شده‌است.این روستا ۵۴۴ نفر جمعیت دارد.